# Luri jezik
Luri jezik (ISO 639-3: ldd), čadski jezik zapadnočadske skupine kojim govori još svega dvoje ljudi (2004 R. Blench). Sela u kojima se luri govorio bila su Kayarda i Luri u nigerijskoj državi Bauchi.
Po nekim mišljenjima mogao bi bit dijalekt jezika polci [plj].

## Vanjske poveznice
- Ethnologue (14th)
- Ethnologue (15th)